# Tikvica za destilaciju
Tikvica za destilaciju je specijalna vrsta laboratorijskog posuđa koje služi za razne vrste destilacija i razvijanje plinova.
Slična je okrugloj tikvici, s izuzetkom što na svojem vratu ima nastavak za destilaciju u obliku tanje staklene cijevi na koju se spaja odvod para, najčešće prema hladilu.
Postoje razne izvedbe tikvica za destilaciju, a u iste svrhe mogu se uporabiti i tikvice s dva ili više ubrušenih grla, u koja se onda stavljaju nastavci za destilaciju.
Claisenova tikvica za destilaciju sadrži dodatno grlo iz kojeg izlazi izvod za paru. Izumio ju je njemački kemičar Ludwig Claisen.